# Besnorde schuimbeestjesdoder
De Argogorytes mystaceus of besnorde schuimbeestjesdoder is een slanke, middelgrote graafwesp (Crabronidae). De wetenschappelijke naam is gepubliceerd in 1761 door Carl Linnaeus.

## Identificatie van het vrouwtje
Het vrouwtje lijkt op Argogorytes fargeii, maar de tibiae van de A. Mystaceus zijn geel en tergiet vier heeft geen complete gele eindband. Ze heeft een zwarte kop met een kleine gele tekening op de bovenkant van de clypeus (vergeleken met andere Gorytes, andere Nysson en Lestiphorus bicinctus). Ze heeft een volledig zwarte antenne en de ogen zijn ook zwart (vergeleken met andere Gorytes en L. bicinctus). Het borststuk is zwart met een gele dwarsstreep op de kraag en heeft vaak een kleine gele vlek op het mesopleuron (vergeleken met A. fargeii). De pronotaallob is geel (vergeleken met Gorytes laticinctus, G. quadrifasciatus, G. planifrons of Nysson spinosus). Het scutellum is volledig zwart, maar het postscutellum heeft een gele vlek (vergeleken met andere Gorytes, Nysson en L. bicinctus). De voortarsi hebben geen tarskam en de poten hebben zeer achtergestelde pulvilli, vergeleken met andere vrouwelijke Gorytes. De femora zijn volledig zwart (vergeleken met N. spinosus). De tibiae en de tarsi zijn roestbruin tot geel (vergeleken met A. fargeii). Er zijn een paar gele dwarsbanden te vinden op het voor de rest zwarte achterlijf. Het 1e tergiet heeft twee gele vlekken, terwijl tergieten 2 en 3 een volle gele streep hebben. Het 4e tergiet heeft soms een gele band, maar die grenst niet aan het sterniet (vergeleken met A. fargeii). Het 2e sterniet heeft een zeer ruwe oppervlakte (vergeleken met A. fargeii). De vrouwtjes worden 10-14 millimeter groot.

## Identificatie van het mannetje
Het mannetje lijkt ook op een A. fargeii, maar de schenen zijn hier met zwarte tekeningen en de gele eindband op het 4e tergiet is niet compleet. De kop is grotendeels zwart, alleen de bovenste helft van het clypeus heeft een gele tekening (vergeleken met andere Gorytes, Nysson, en L. bicinctus). De zwarte antenne is zeer lang vergeleken met andere Gorytes, Nysson en L. bicinctus. Het voorlaatste antennelid is 2,5 keer zo lang als breed (vergeleken met A. fargeii). De ogen zijn ook bij het mannetje zwart (vergeleken met andere Gorytes en L. bicinctus). Het borststuk is niet volledig zwart, het heeft ook een gele dwarsstreep op de kraag. Het scutellum is volledig zwart; het postscutellum is meestal zwart. De tibiae zijn geelbruin met zwarte tekening (vergeleken met A. fargeii). Het achterlijf is, zoals bijna alles, zwart, maar heeft enkele gele dwarsbanden. Tergiet 1 heeft twee gele vlekken, tergiet 2 en 3 hebben een complete gele eindband en tergiet 4 heeft soms een gele eindband die niet de zijkanten van het tergiet bereikt (vergeleken met A. fargeii). Het tweede sterniet heeft vooraan een opvallend grove punctering (vergeleken met A. fargeii). De mannelijke lichaamslengte bedraagt 8 - 11 mm.

## Gelijkende soorten
De verwarrendste zijn Argogorytes fargeii. Verder zijn andere Gorytes, Nysson spinosus, Nysson interruptus, Lestiphorus bicinctus, andere Cerceris, Nomada en solitaire Vespidae ook verwarrend.

## Ecologie
Deze soort heeft liever een vochtige, bosrijke omgeving, maar ze komt eigenlijk bijna overal voor. Ze drinkt regelmatig nectar bij schermbloemigen (Apiaceae) en wolfsmelk (Euphorbiaceae). Zij, en de andere Argogorytes bestuiven tevens de vliegenorchis (Ophrys insectifera). Vliegenorchissen doen met hun vorm en geur de vrouwelijke Argogorytes na, en trekken zo mannetjes aan. De mannetjes proberen tevergeefs te paren met de plant, maar dit lukt uiteraard niet (pseudocopulatie). Het nest wordt meestal gegraven in een bodem die veel zand bevat. De vrouwtjes voedt haar larven (en zichzelf) met nimfen van de schuimcicade (Philaenus spumarius; Hemiptera: Aphrophoridae), door ze te vermoorden met een angelsteek. Ze vindt de schuimbeestjes door zeer langzaam door hoog gras te vliegen op zoek naar schuimnestjes. Er is helaas een nestparasiet van Argogorytes: de koekoeksgraafwesp Nysson spinosus (Hymenoptera: Bembicidae). Deze graafwesp legt eieren bij die van de Argogorytes, maar degene van de koekoeksgraafwesp komen eerder uit en verslinden het oorspronkelijke ei en de bijgelegde prooi. De jonge mannetjes en vrouwtjes vliegen uit van eind april tot eind juli, met een piek begin juni, net zoals de schuimbeestjes.

## Verspreiding
De Argogorytes mystaceus is algemeen in het grootste deel van Nederland en België, maar vermijdt polders en gebieden met intensieve landbouw, en is niet bekend op de Waddeneilanden. Deze soort is zeer zeldzaam aan de kust en komt vooral voor in het oosten van de Benelux. De Argogorytes is overal in Europa een relatief algemene soort, plaatselijk kunnen ze zelfs zeer algemeen zijn. Ze komen ook voor in de gematigde zones in Azië.